# Wikipedia in bengali
La Wikipedia in bengali (in bengali বাংলা উইকিপিডিয়া), spesso abbreviata in bn.wiki, è l'edizione in lingua bengali dell'enciclopedia online Wikipedia.

## Storia
È stata aperta il 27 gennaio 2004.

## Statistiche
La Wikipedia in bengali ha 165 995 voci, 1 309 931 pagine, 487 358 utenti registrati di cui 1 230 attivi, 15 amministratori e una "profondità" (depth) di 292 (al 23 marzo 2025).
È la 62ª Wikipedia per numero di voci ma, come "profondità", è la quinta fra quelle con più di 100 000 voci (al 23 marzo 2025).

## Cronologia
- 14 aprile 2006 — supera le 1000 voci
- 26 settembre 2006 — supera le 10 000 voci
- 30 aprile 2017 — supera le 50 000 voci ed è la 78ª Wikipedia per numero di voci
- 25 dicembre 2020 — supera le 100 000 voci ed è la 69ª Wikipedia per numero di voci
- 25 marzo 2024 — supera le 150 000 voci ed è la 63ª Wikipedia per numero di voci